# إسفرفرين
إسفرفرين (بالفارسية: اسفرورین) هي مدينة تقع في إيران في قزوين. يقدر عدد سكانها بـ 12,104 نسمة .

## معرض الصور

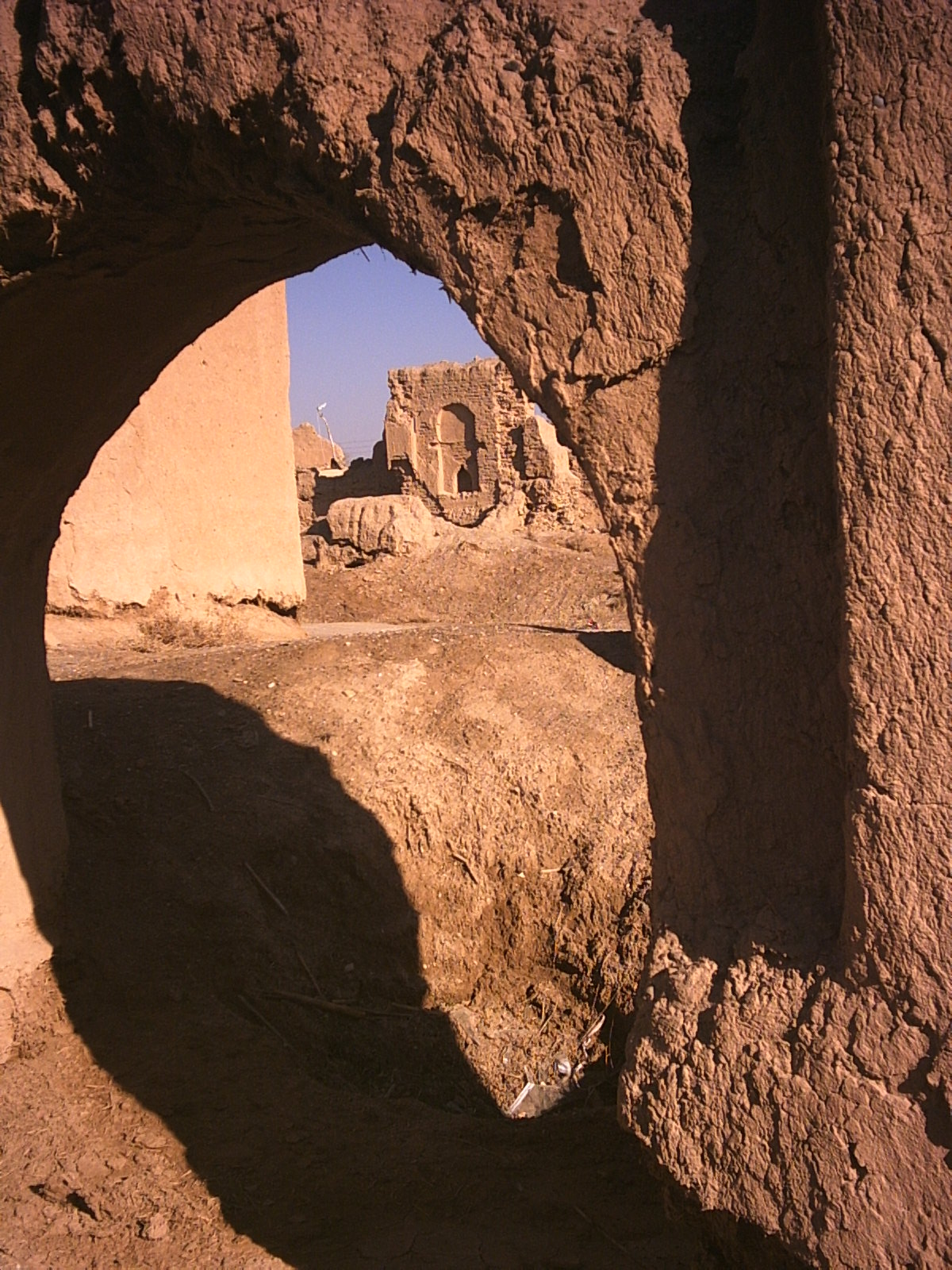
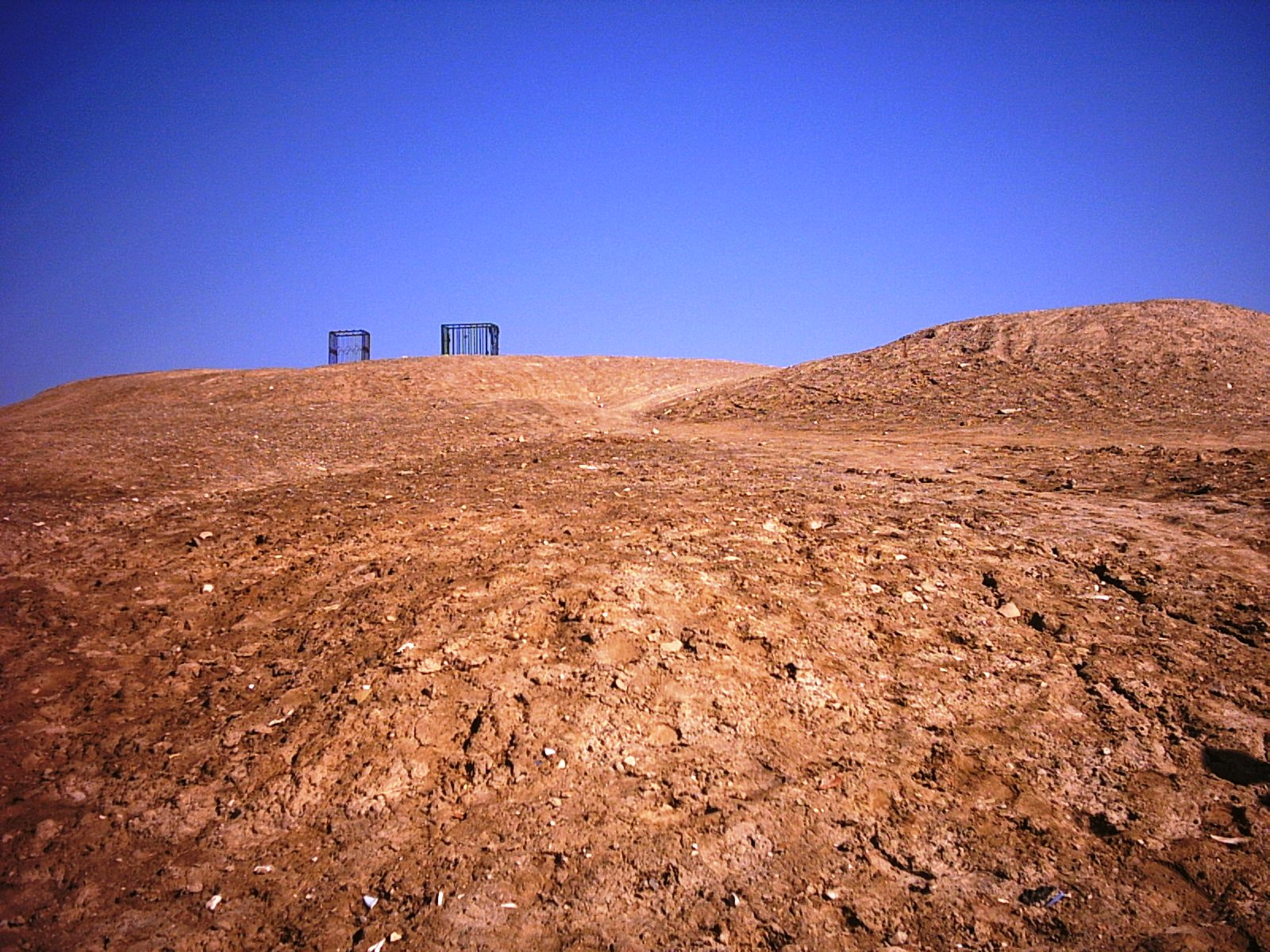
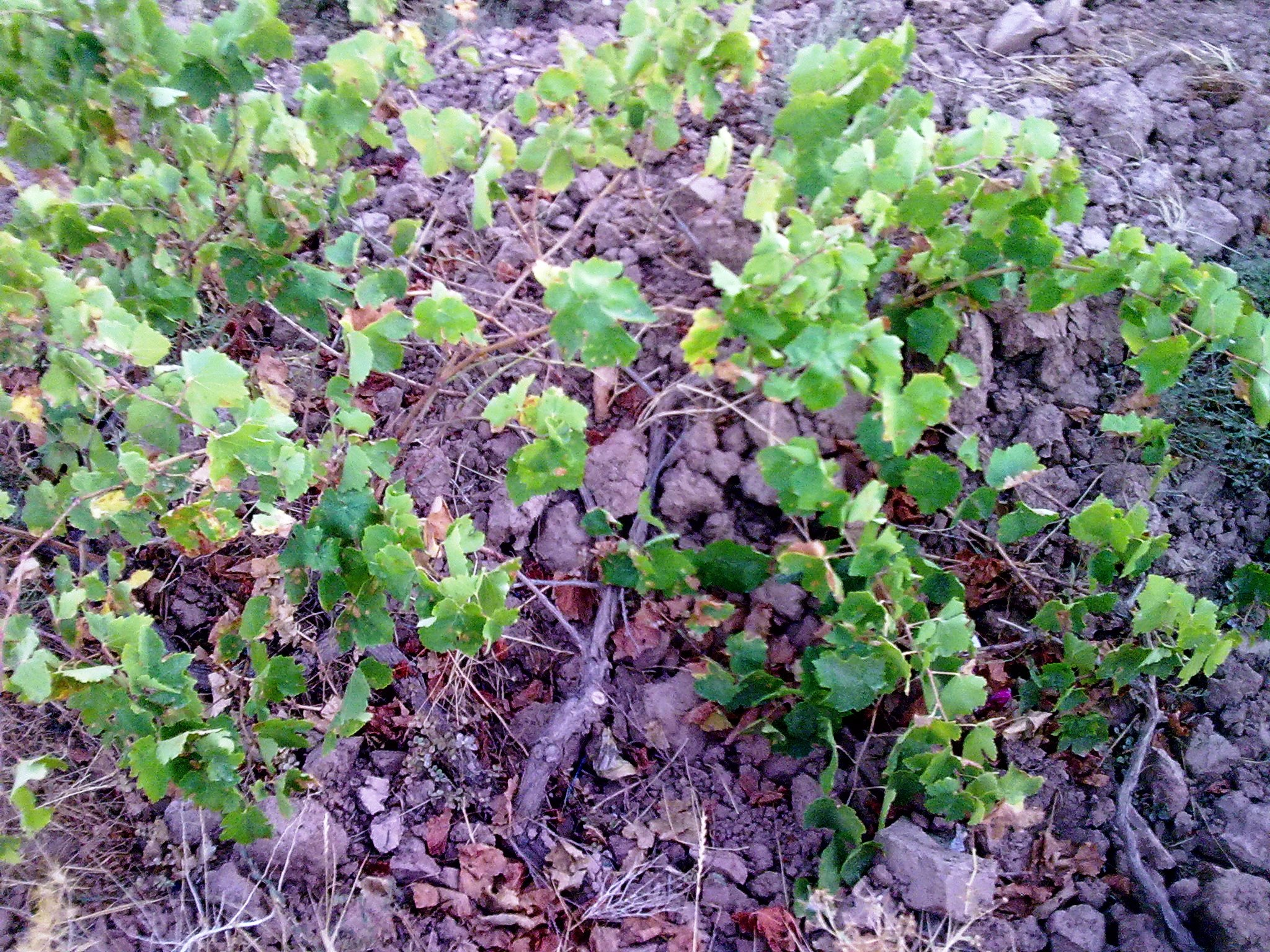
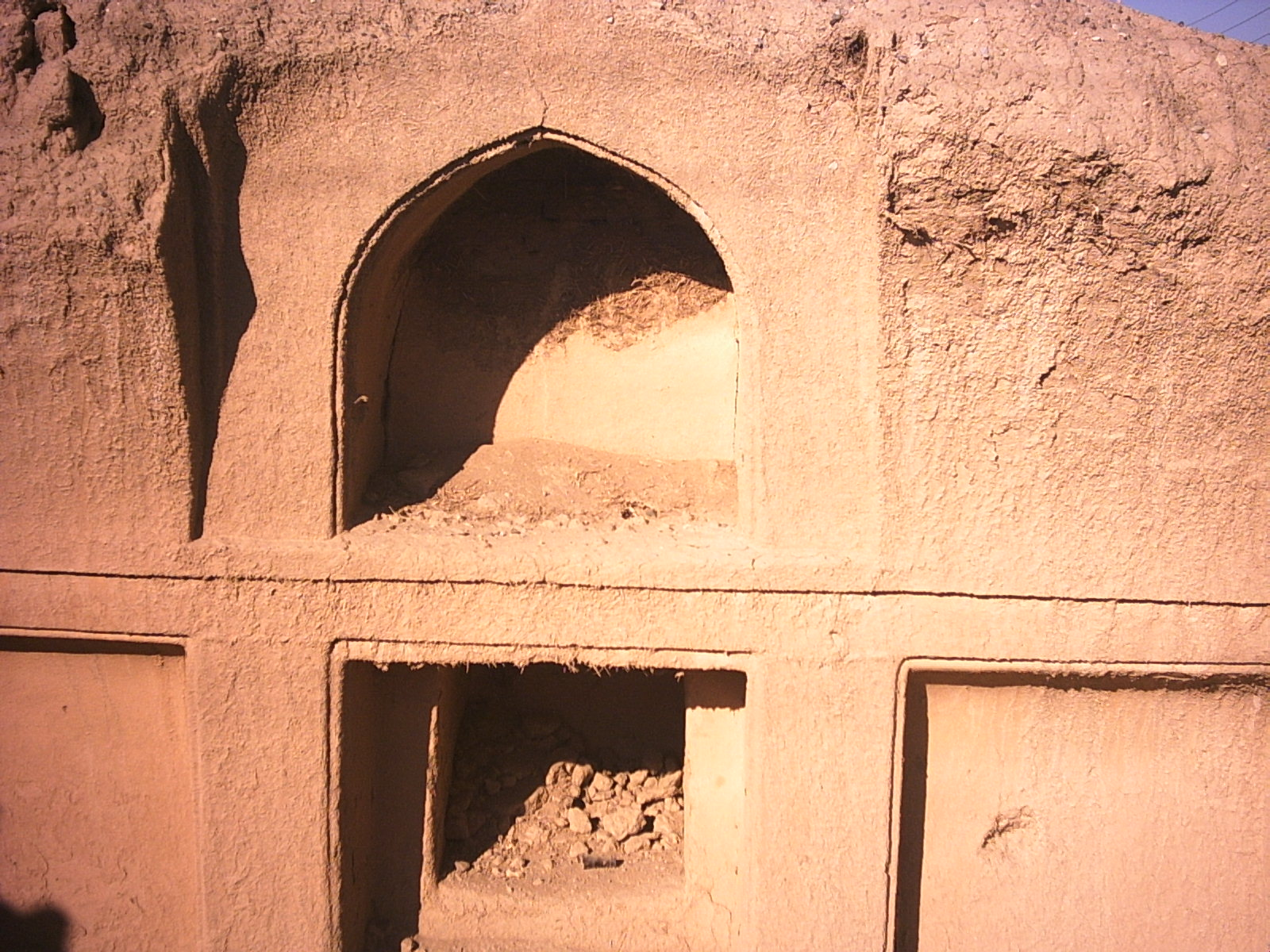
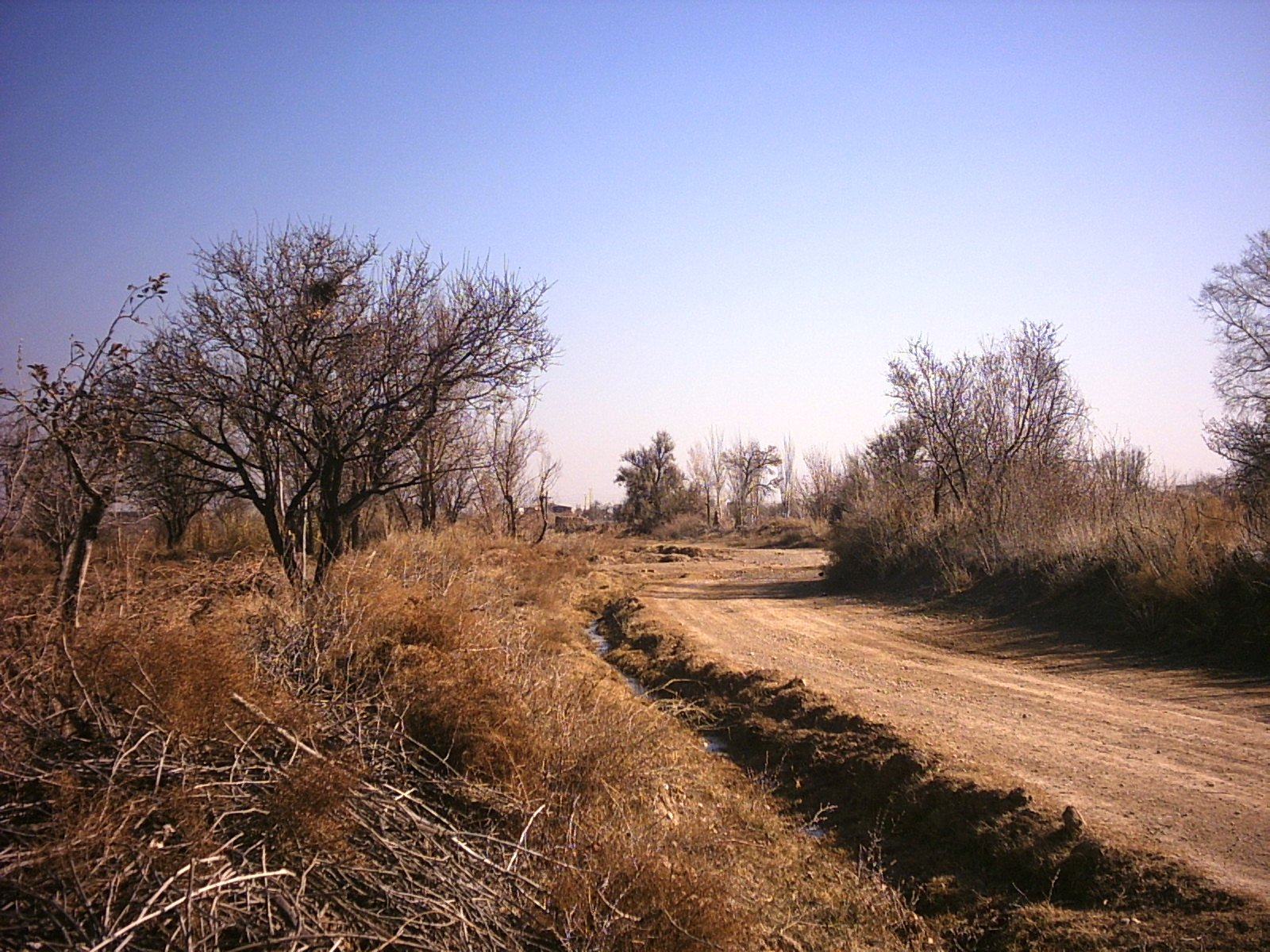
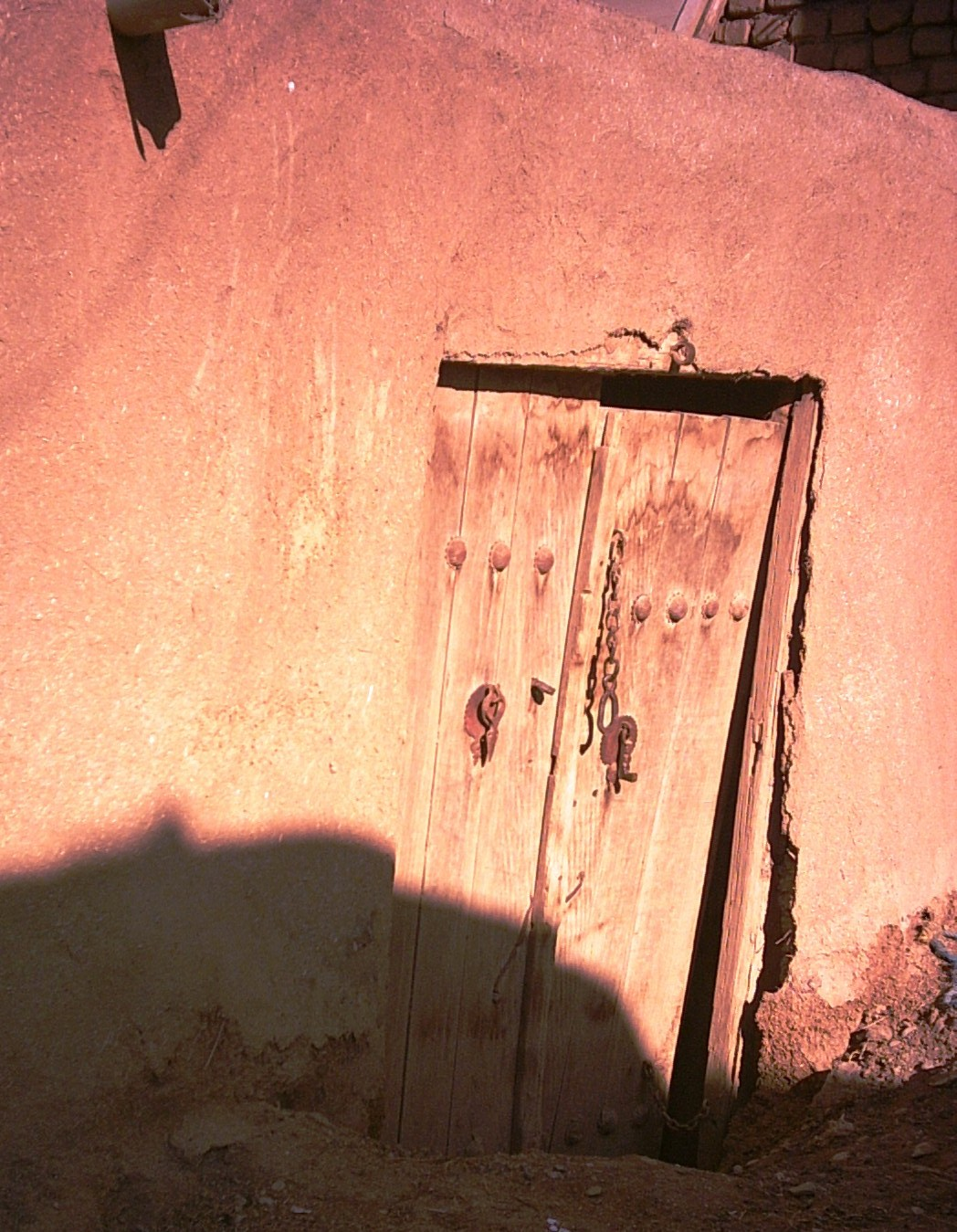